# Селище-1
Селище-1 (бел. Селішча-1) — посёлок в Кормянском сельсовете Добрушского района Гомельской области Республики Беларусь.
В 13 км на юго-восток от районного центра Добруш и железнодорожной станции в этом городе расположенной на линии Гомель — Унеча, в 41 км от Гомеля.

## Транспортная система
Рядом автодорога Кузьминичи — Добруш. В посёлке 23 жилых дома (2004 год). Планировка состоит из прямолинейной улицы с меридиональной ориентацией, к ней с севера примыкает вторая улица. Застройка двухсторонняя, деревянными домами.

## Водная система
Расположен на реке Хоропуть (приток реки Ипуть).

## История
Посёлок основан переселенцами с соседних деревень в начале XX века. С 8 декабря 1926 года по 30 декабря 1927 года центр Селищанского сельсовета Добрушского, с 4 августа 1927 года Тереховского районов Гомельского округа. В 1929 году организован колхоз.
Во время Великой Отечественной войны в сентябре 1943 года оккупанты полностью сожгли посёлок.
В 1959 году в составе колхоза «Оборона» с центром в деревне Корма.

## Население

### Численность
- 2004 год — 23 двора, 36 жителей

### Динамика
- 1926 год — 67 дворов, 361 житель
- 1940 год — 120 дворов, 433 жителя
- 1959 год — 425 жителей (согласно переписи)
- 2004 год — 23 двора, 36 жителей